# Таврово (Белгородская область)

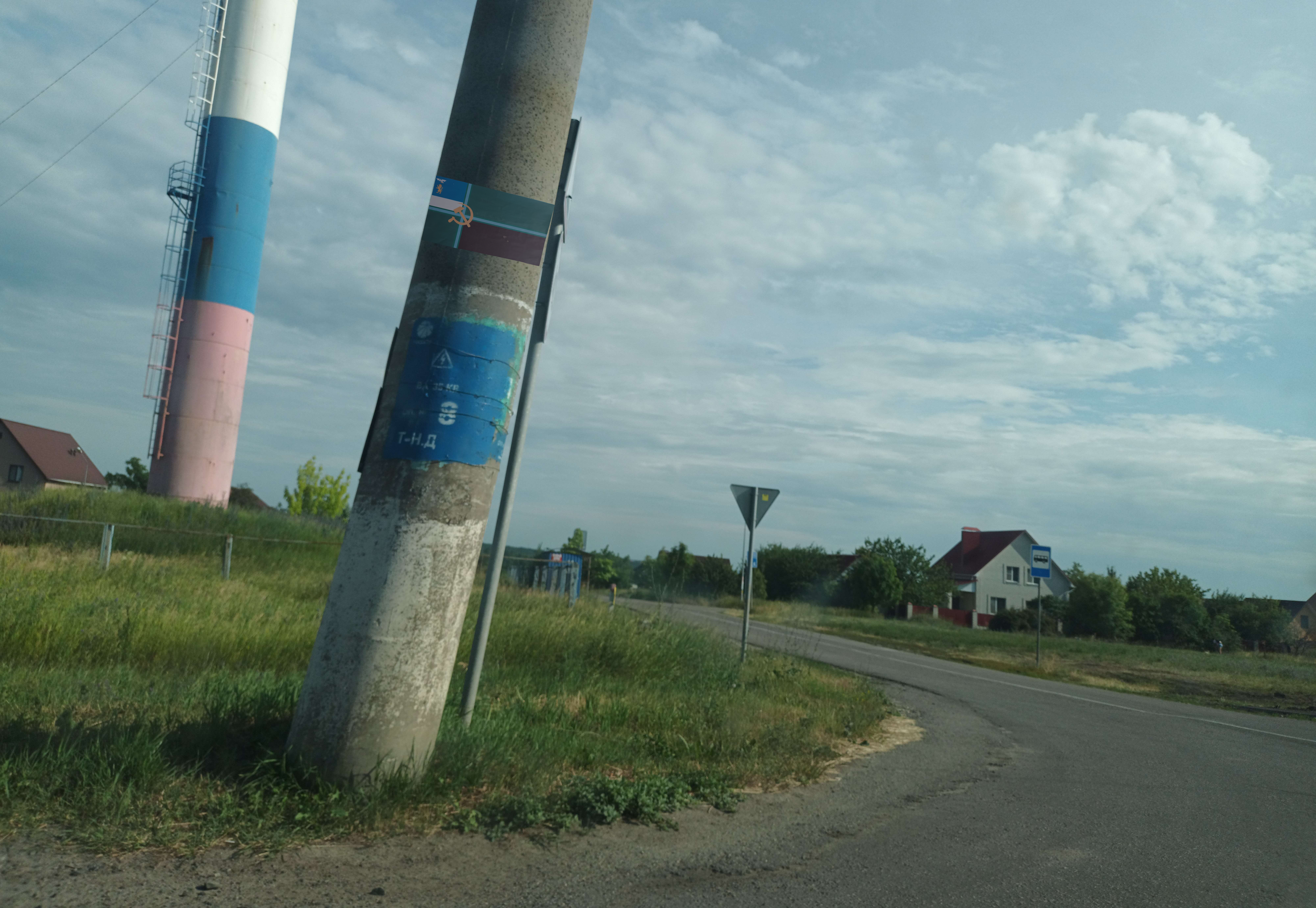
Въезд в Таврово-7

Таврово — село в Белгородском муниципальном районе Белгородской области Российской Федерации.
Административный центр Тавровского сельского поселения в составе Белгородского района.

## География
Село Таврово расположено в живописном месте, в 10 км от районного и областного центра — г. Белгорода; с северо-запада находится посёлок Дубовое, с юго-востока — село Никольское; восточнее — в 5 км от села Белгородское водохранилище. Местность равнинная; в окрестностях произрастают широколиственные леса.

## Население
| 2002 | 2010  | 2021    |
| ---- | ----- | ------- |
| 2272 | ↗5192 | ↗13 592 |

## Происхождение названия
По версии, предложенной профессором БелГУ, доктором филологических наук З. Т. Прокопенко, топоним Таврово (Таврова деревня), появился во второй половине XVII в., в связи с тем, что на месте возникновения деревни клеймили лошадей тавром (тавро — клеймо, особая метка, отличительный знак владельца лошади. По другой версии белгородского краеведa А. Н. Крупенкова, «своему названию село, обязано первопоселенцам — черкасам», купленным белгородским помещиком в Таврии (Днепровском уезде Таврической губернии) и поселённым здесь, — об этом говорят фамилии тавровских старожилов: Куценко, Лютенко, Марченко, Пилипенко, Юрченко и др..

## История cела
Дата основания села Таврово неизвестна. Впервые селение упоминается как владельческая деревня в конце XVIII века.
Согласно документу 1792 годa, хранящемуся в Государственном архиве Курской области (ГАКО. Фонд.621. Опись 3. Дело.1385), деревней Тавровой Бессоновской волости Белгородского уезда владел белгородский помещик — выходец из старинного дворянского рода Выродовых — капитан Юрий Андреевич Выродов. В деревне на 1792 г. значится: 15 дворов, число жителей 121 чел., из них 62 чел. мужского и 59 чел. женского пола. Площадь усадьбы — 11 десятин, 668 саженей, пашни — 257 десятин, 1136 саженей; в описании также сказано: «… пруд, земля чернозём, урожай хлеба лутче, покосы средственны, лес дровяной, черкасы на пашне».
В начале XIX века деревня (слобода) Таврово принадлежала белгородским помещикам братьям И. Е. и Н. А. Рябининым, а в 1827 году поместье (с землёй и крестьянами), приобрёл глава административной власти уездного центра — белгородский городничий Николай Фомич Говорухо-Отрок (1785 — после 1858).
По сведениям Статистического комитета на 1862 год, значится: «Курской губ. — II. Уезд Белгородский. — стан 2. Таврова, деревня, владельческая, при пруде; расстояние от уездного центра — 9 верст, от становой квартиры — 8 вёрст; количество дворов — 24, число жителей мужского пола — 149 чел., женского — 174 чел. Православная церковь 1 (одна)».
По данным Земской подворной переписи 1884 года: «в деревне Тавровой число дворов — 62, жителей 221 чел., в том числе 125 чел. муж. пола, 96 чел. женского; грамотных 3 муж. из трёх семей и учащийся мальчик (школа в 7 верстах); земельный надел 150,5 десятины „суглинистого чернозёма в 2-х особняках“, в том числе 129 дес. усадебной и пахотной земли, сенокосной — 15 дес., выгона — 6,5 дес.; у крестьян — 103 рабочие лошади (с 45 жеребятами), 73 коровы (с 30 телятами), 91 овца, 16 свиней, 6 домохозяев держали пчёл (113 ульев); в деревне 3 промышленных заведения».
Православные жители деревни Тавровой значились прихожанами Константиновской церкви (во имя Равноапостольного Царя Константина) старинного белгородского села Репного (Чаусовка). В самой же деревне Тавровой имелась часовня, при которой располагалось местное кладбище.

### Вехи новейшей истории села
- 1919, декабрь — прибывшая на Белгородчину 1-я Конная армия С. Буденного установила повсеместно советскую власть (в Белгороде — 7 декабря).
- 1929 — образован Тавровский сельсовет (Совет народных депутатов); одновременно организован колхоз имени И. В. Сталина.
- 1937 — образована Тавровская МТС (машинно-тракторная станция), на базе которой впоследствии создан Тавровский ремонтно-механический завод, преобразованный затем в ОАО «Таоспектр»[10].
- 1941, 22 июня — гитлеровская Германия, вероломно напала на СССР, началась затяжная Великая Отечественная война.
- 1941, 22 октября — войска нацистской Германии захватили село; начались многомесячные позиционные бои, и после контрнаступления 4-я гвардейской стрелковой дивизии Красной армии 9 февраля 1943 г. немцы были выбиты из с. Таврово, но ненадолго — 18 марта 1943 г. они вновь захватили село.
- 1943, 7 августа — в ходе Белгородско-Харьковской наступательной операции село было окончательно освобождено войсками Красной Армии.
- 1951 — произошло объединение сельских советов, вызванное укрупнением колхозов в Белгородском районе[11].
- 1953 — колхоз имени И. В. Сталина переименован в колхоз «По пути Ильича».
- 1974 — Тавровский сельский Совет упразднён, село Таврово вошло в состав Дубовского сельского Совета Белгородского района (центр — с. Дубовое).
- 1990 — разрабатывается Генеральный план застройки и развития села Таврово.
- 1994 — вновь образован Тавровский сельский Совет с центром в с. Таврово.
- 1995 — администрация Тавровского сельского поселения перенесена из пос. Дубовое в село Таврово. В 1990-е годы происходят кардинальные перемены в жизни села: образованы и начинают застраиваться 5 новых микрорайонов; растёт и число жителей, за счёт переселенцев из республик бывшего СССР.
- 2010 — Муниципальному общеобразовательному учреждению «Тавровская средняя общеобразовательная школа Белгородского района Белгородской области» присвоено имя героя Советского Союза Анатолия Григорьевича Ачкасова[12].
- 2014, 20 января — решением Земского собрания Тавровского сельского поселения на должность Главы администрации назначен А. С. Шопин[13].

## Галерея

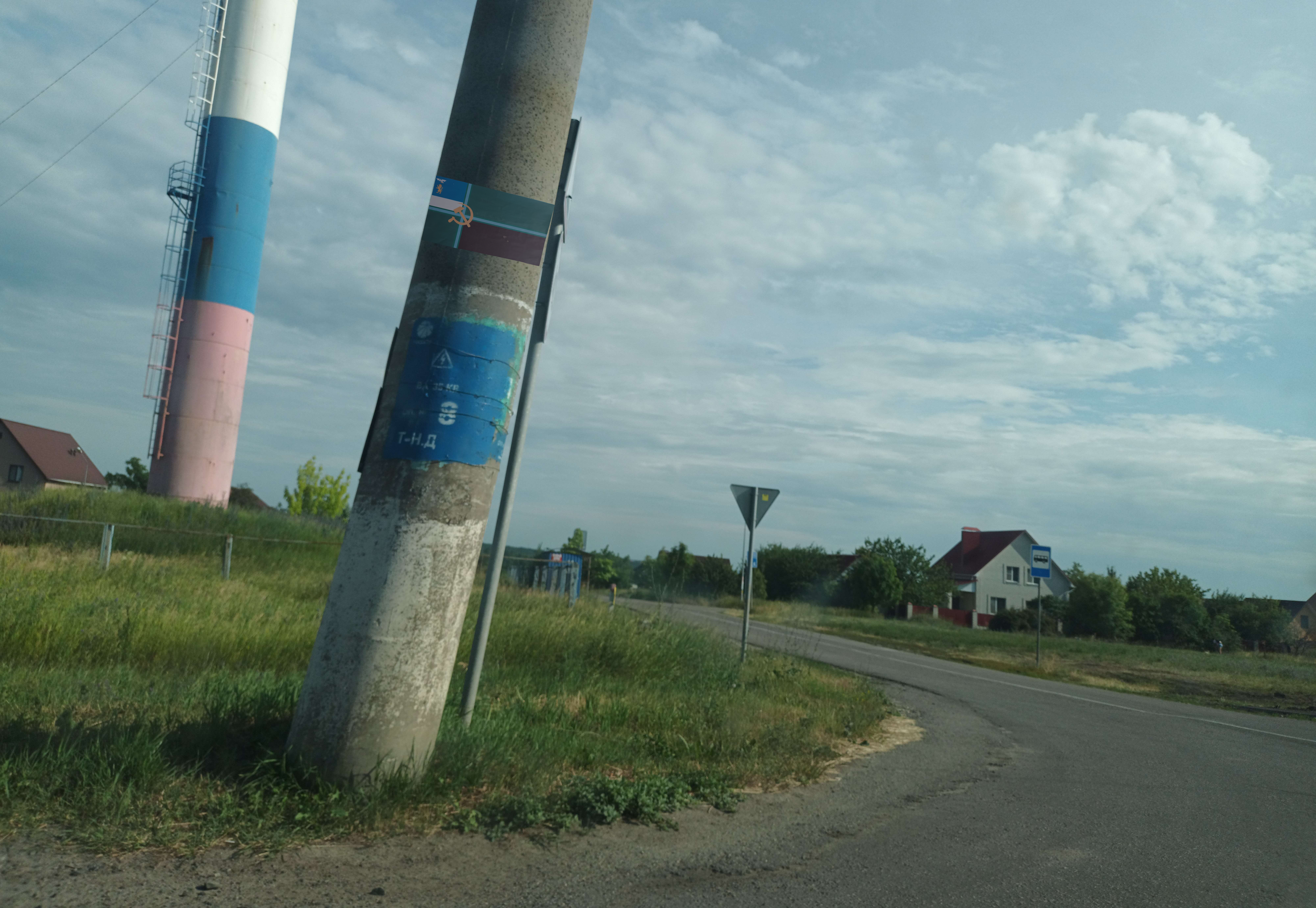
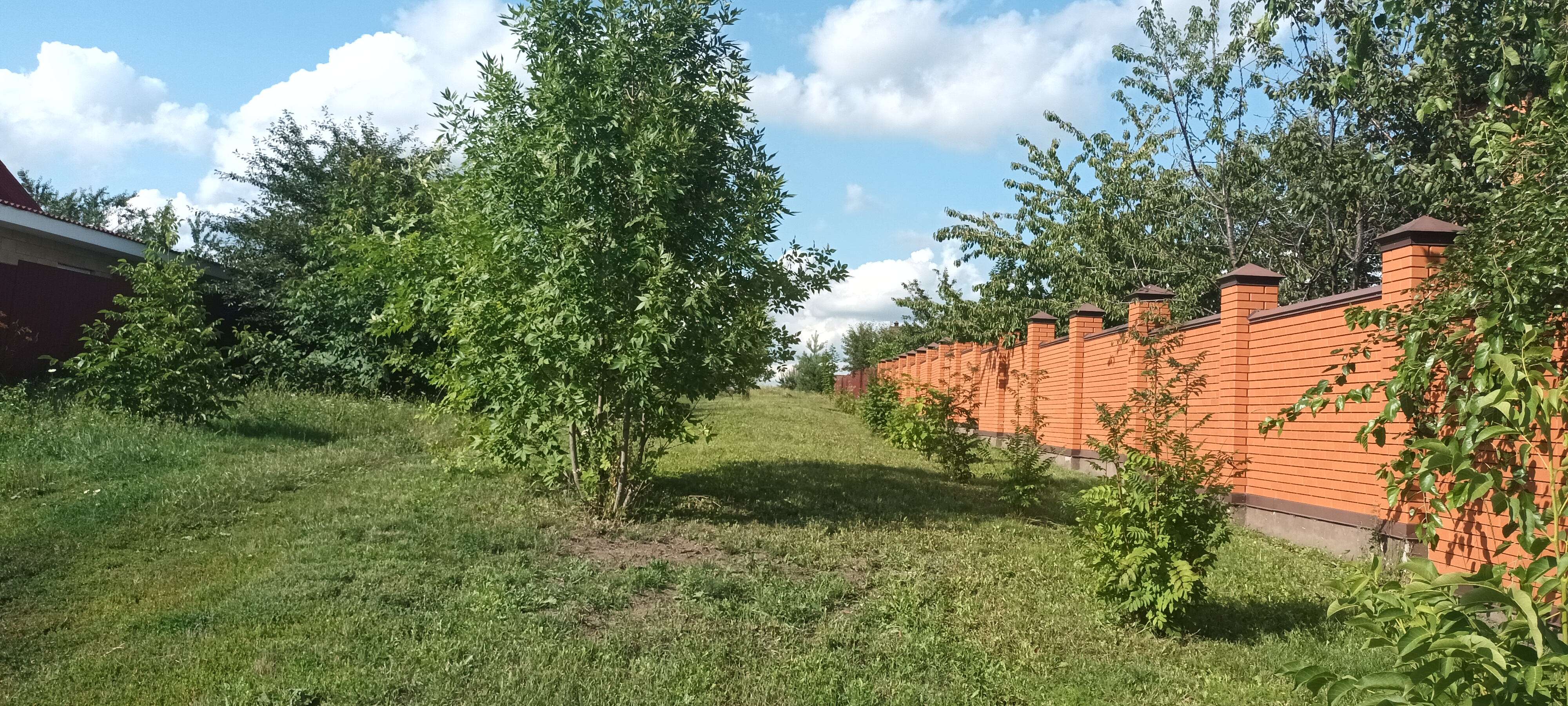
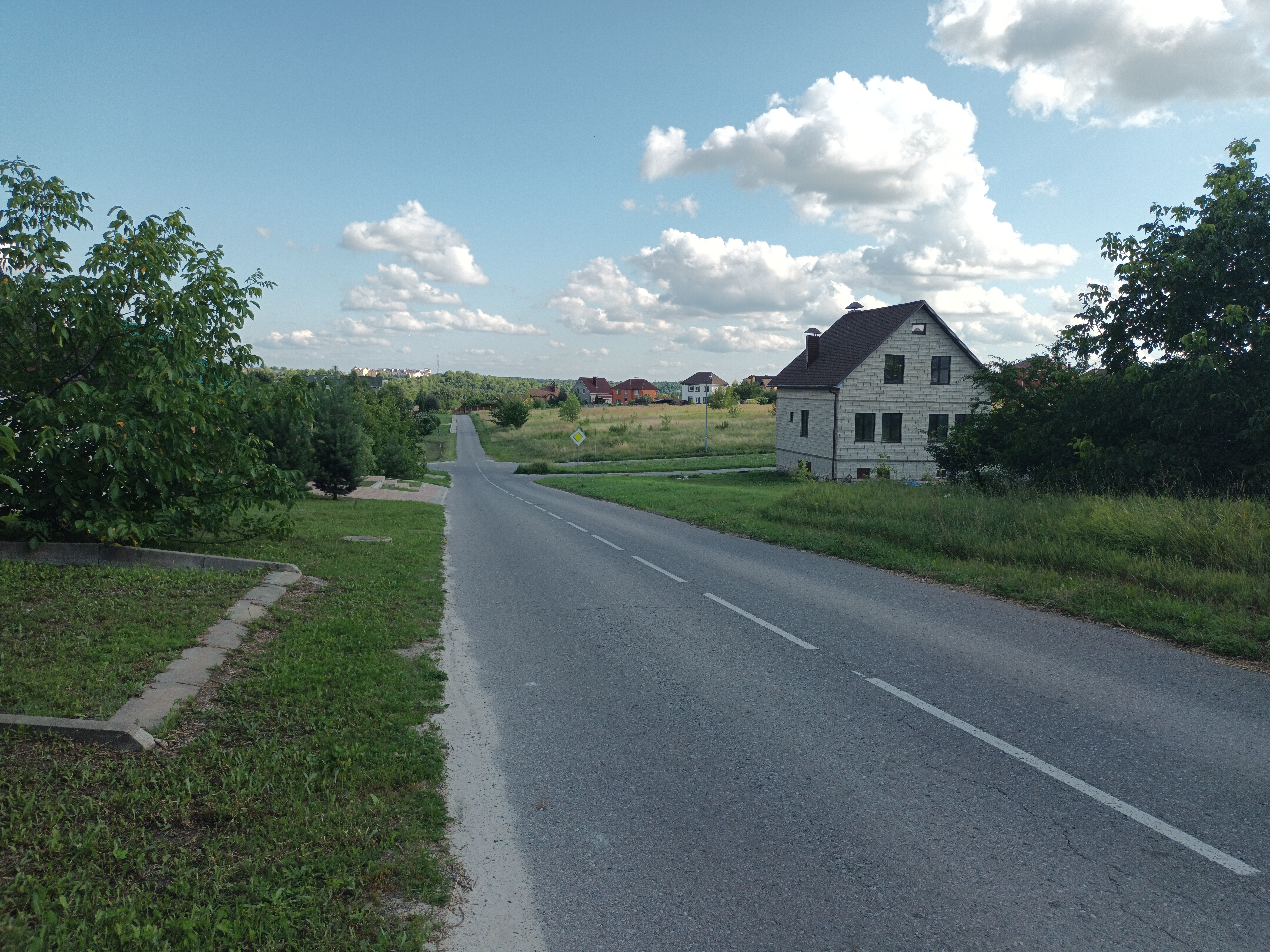
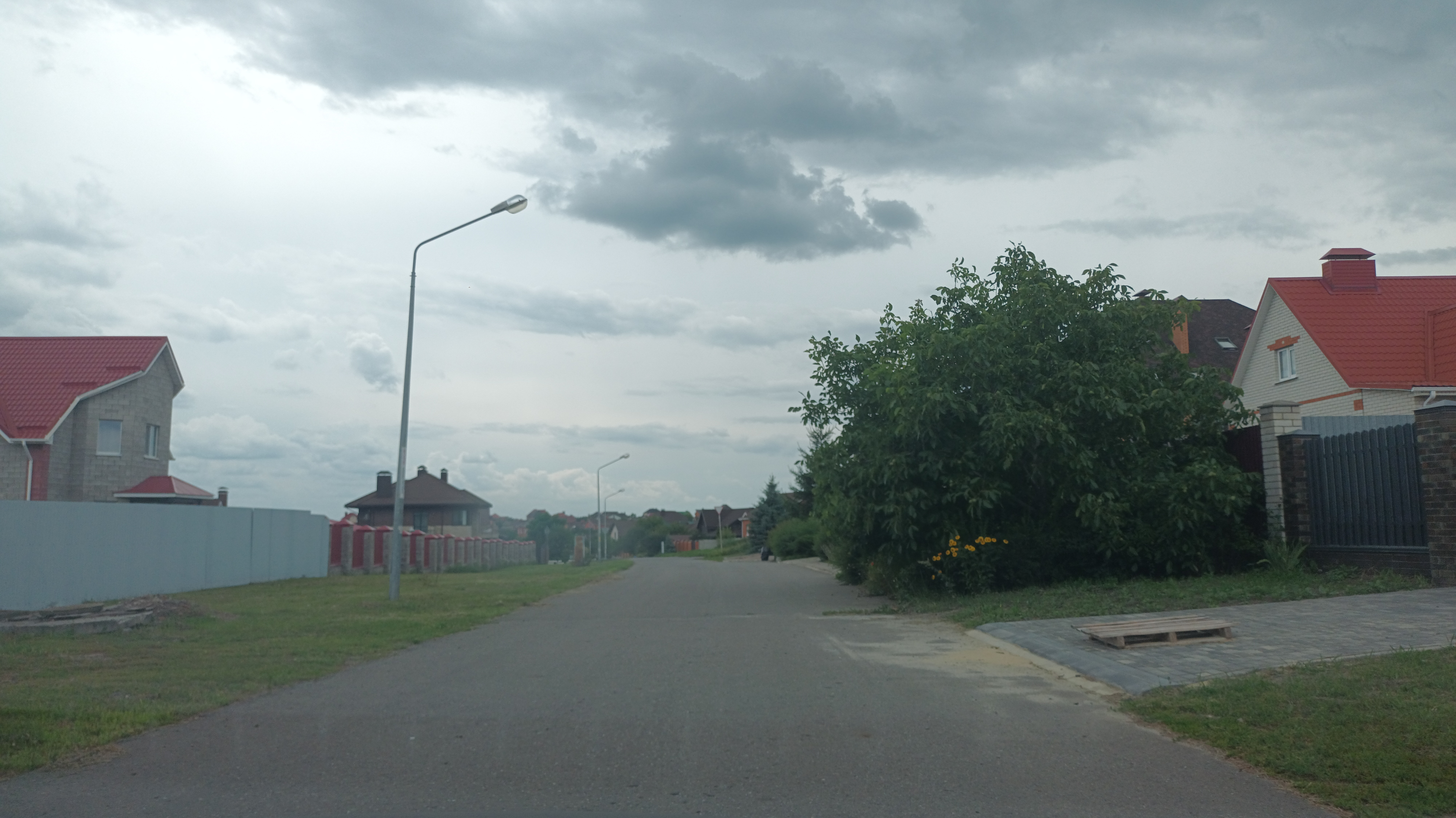
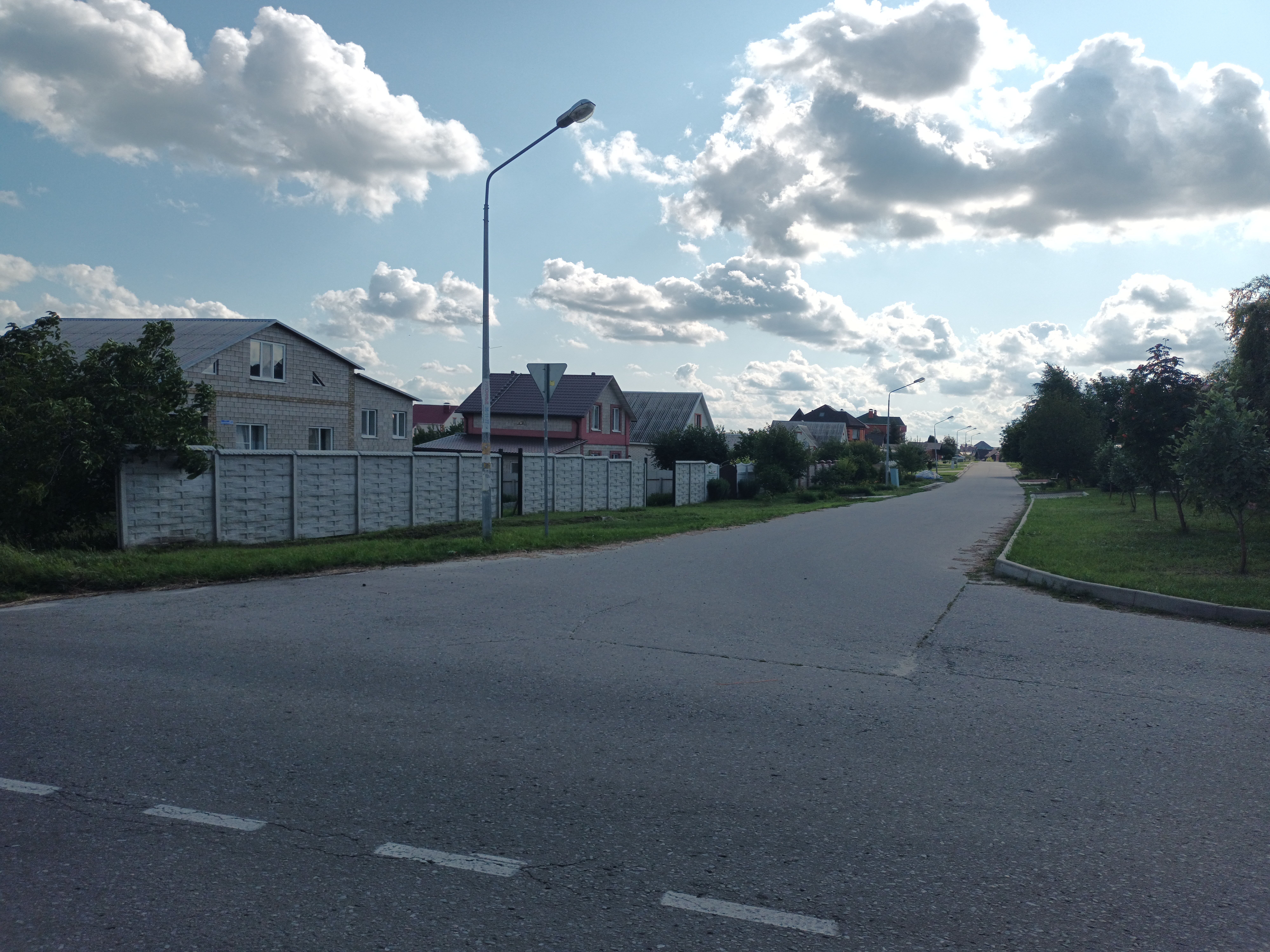
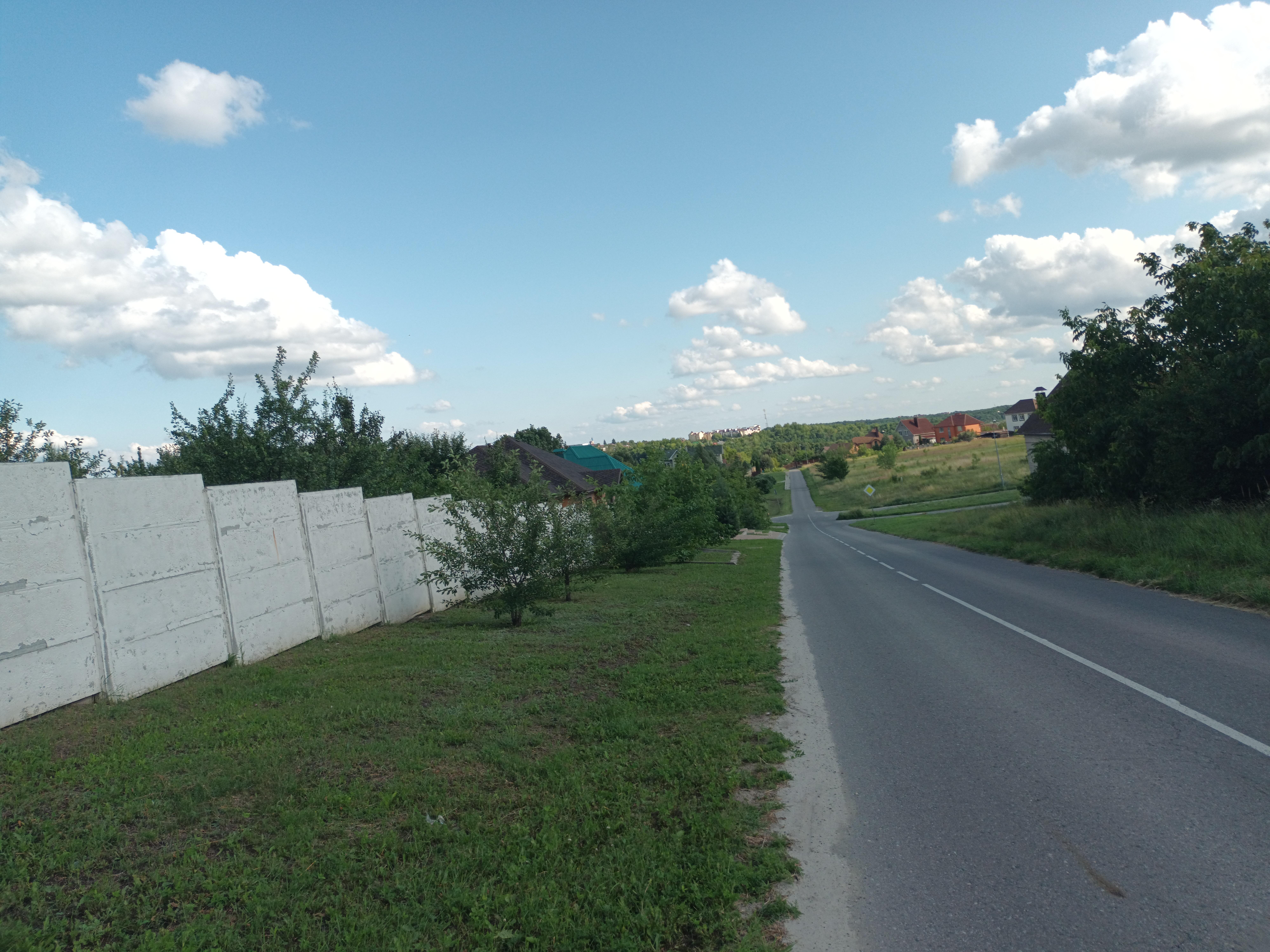
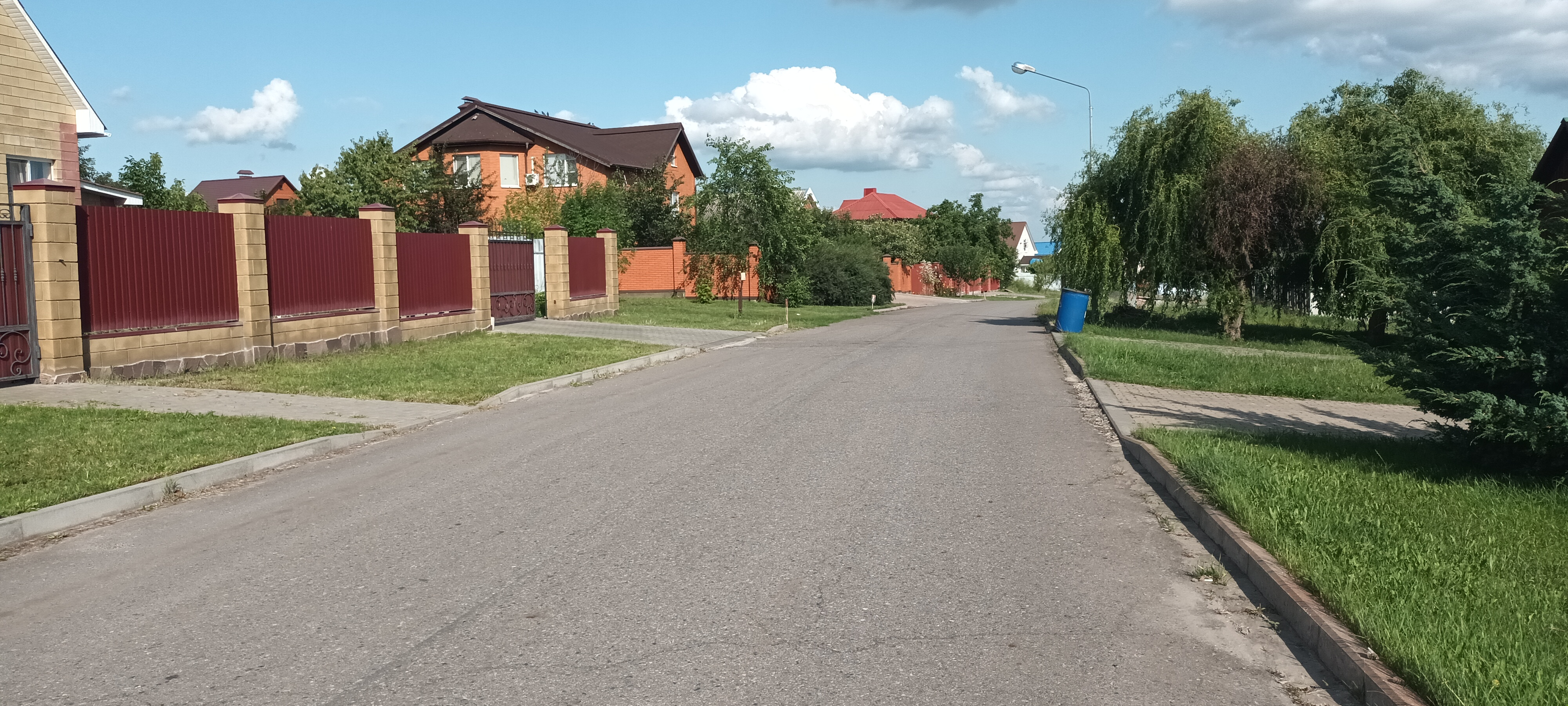
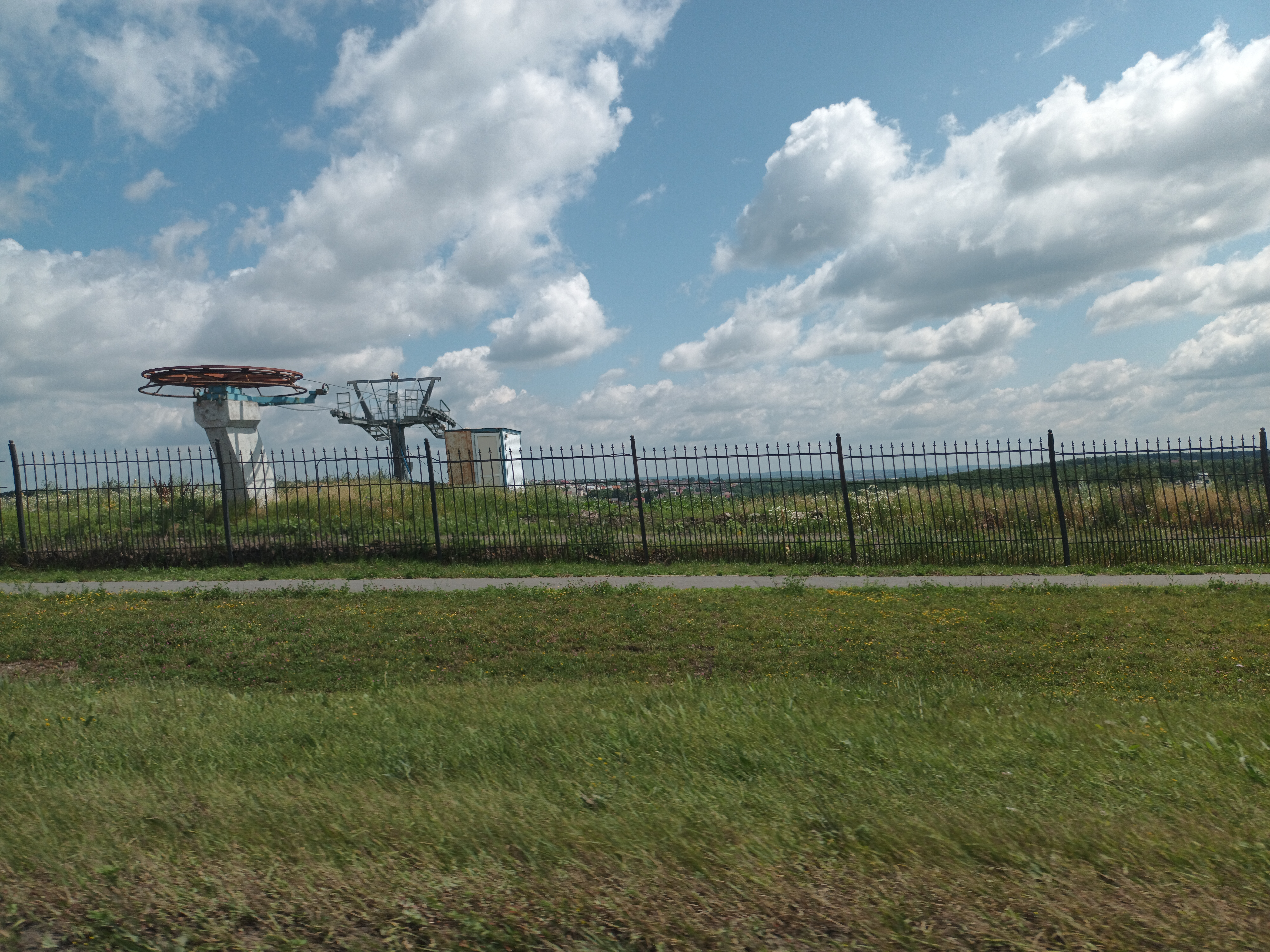
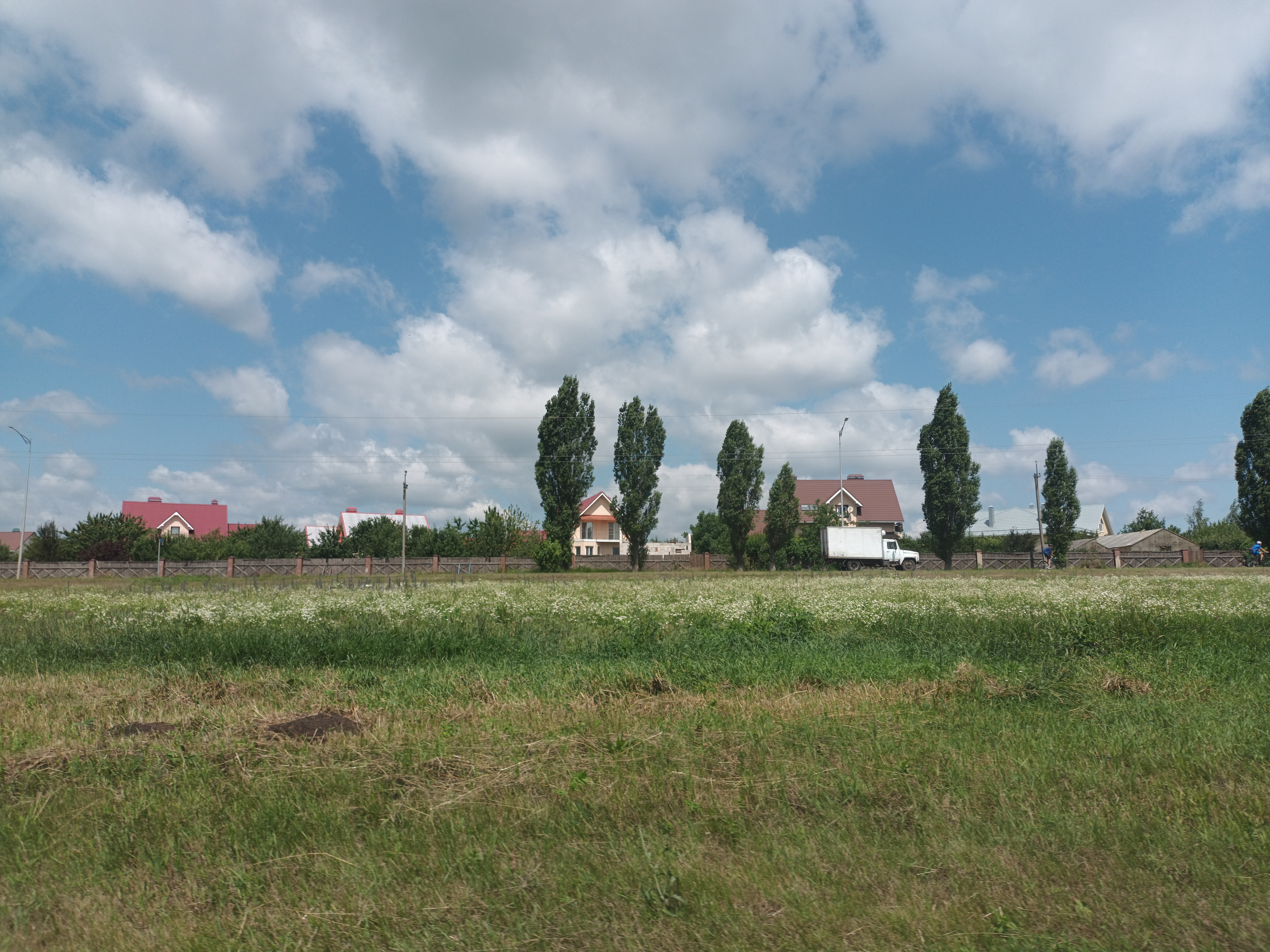
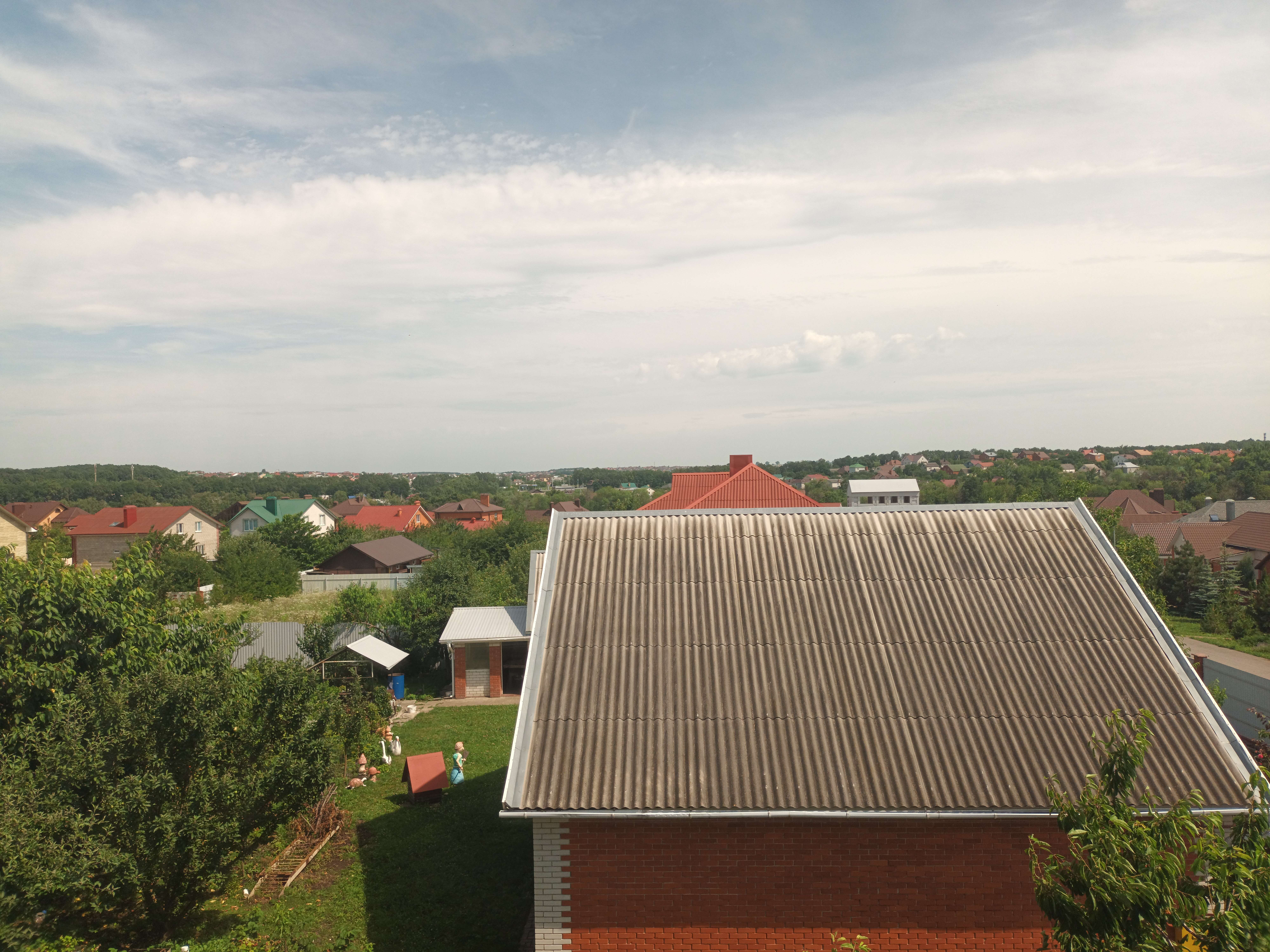